# بيلا الثالث
بيلا الثالث (المجرية:III. Béla؛ حوالي 1148 – 23 أبريل 1196) كان ملك المجر وكرواتيا بين 1172 و 1196. بحيث أنه الابن الثاني للملك غيزا الثاني من زوجته يوفروسين أميرة كييف، منحه والده قبيل وفاته دوقية شملت كرواتيا ووسط دالماسيا وربما سيرميوم حوالي العام 1161، وفي عام 1163ا رتحل بيلا إلى القسطنطينية، بعد عقد معاهدة صلح بين شقيقه الأكبر إسطفان الثالث الذي خلف والده في عام 1162، وبين الإمبراطور البيزنطي مانويل كومنينوس. تم إعادة تسميته بـ أليكسيوس، ومنحه الإمبراطور لقب ديسبوت، وخُطب له ابنته ماريا، وفي صيف عام 1164 قام إسطفان الثالث بغزو سيرميوم، مما تسبب ذلك في نزاع مسلح بين الإمبراطورية البيزنطية ومملكة المجر بين عامي 1164 و1167 من أجل بيلا، لأن إسطفان الثالث حاول عرقلة جهود البيزنطيين في السيطرة على كرواتيا ودالماتيا وسيرميوم. قام الإمبراطور مانويل بتعيين بيلا أو أليكسيوس وريثا له في عام 1165، وشارك الأخير في ثلاث حملات بيزنطية ضد المجر، تم فسخ خطبته من ابنة الإمبراطور بعد أن وُلد شقيقها أليكسيوس في عام 1169. وحرمه الإمبراطور من لقبه، ومنحه رتبة أدنى.
وأخيراً توفي إسطفان الثالث في 4 مارس 1172، وقرر بيلا العودة إلى المجر. وتعهد قبل رحيله ألا يخوض حرباً ضد الإمبراطورية البيزنطية. ورغم أن الأساقفة واللوردات المجريين بايعوا بيلا ملكا بالإجماع، إلا أن لوكاس رئيس أساقفة إسترغوم عارض التتويج بسبب المزاعم حول بيع بيلا للأملاك الدينية. وفي النهاية توّجه رئيس أساقفة كالوتشا ملكا في 18 يناير 1173 بمباركة من البابا ألكسندر الثالث، حارب بيلا شقيقه الأصغر غيزا الذي ادعى العرش بدعم من والدتهما يوفروسين، تمكن لاحقاً احتجزه في الأسر لأكثر من عقد من الزمان، واستغل الصراعات الداخلية في الإمبراطورية البيزنطية بعد وفاة الإمبراطور مانويل، واستعاد بيلا كرواتيا ودالماتيا وسيرميوم بين عامي 1180 و1181. واحتل إمارة هاليش في عام 1188، لكنه فقدها في غضون عامين.
روج بيلا لتدوين السجلات خلال عهده. وتشير السجلات المجرية من القرن الرابع عشر إلى أنه كان مسؤولا عن إنشاء مجلس الشيوخ الملكي. كان القصر الملكي الذي بني في ازترغوم خلال عهده أول مثال على العمارة القوطية في أوروبا الوسطى، وقيل أنه كان أغنى ملوك الأوروبيين في زمنه، وفقا لقائمة عائداته، ولكن يتم التشكيك في موثوقية القائمة.

## سيرته

### بدايات حياته
بيلا هو الابن الثاني للملك غيزا الثاني. وتعلم في البلاط البيزنطي، حيث أجبر على طلب اللجوء، وكان محظوظا ليكسب صداقة الإمبراطور مانويل الذي كان ينوى في جعل بيلا وريثه وخطبه له ابنته، وذلك قبل ولادةِ ابنه ألكسيوس. بعد ذلك قام بتزويج الشاب الواعد إلى أغنيس دو شاتيون ابنة حماته.

### الملك
في عام 1173 وضعه مانويل بقوة السلاح على العرش المجري، حيث طرد أولا شقيق بيلا الأصغر غيزا الذي كان مدعوما من قبل الحزب الكاثوليكي. وظهرت عليه من الطفولة مهاراته الدبلوماسية، ونفس قدر من المهارات الحربية كما قريبه الإمبراطوري مانويل، بيلا أظهر نفسه من البداية ندا لكل الصعوبات التي واجهها من موقعه. بدأَ بتبني الكاثوليكية ويطلب مساعدة روما بجرأة. ثم جعل العرش وراثيا بتتويج ابنه الرضيع إمري وريثا له.
تبنى في بِداية عهدِه سياسة حذرة في الصداقة مع جيرانه الأقوى، أباطرة الشرق والغرب، لكن موت مانويل في 1180 أعطى المجر مرة أخرى حرية تامة في شؤون شبه الجزيرة البلقانية وهي دائرة نفوذه الطبيعية، وحاول بعدها استعادة دالماسيا ما ورطه هذا في حربين دمويتين مع البندقية (1181 – 88 و1190 – 91)، وحقق منها نجاحا جزئيا فقط. لكنه ساعد الراسكيين أَو الصرب لرمي النير اليوناني عن أكتافهم وأسسوا سلالة حاكمة محلية، وحاول جعل غاليسيا تحت حكم ابنه الأصغر أندراس.
في عهد بيلا عبر الإمبراطور فريدرش الأول بربروسا المجر في ربيع عام 1189 مع 100,000 جندي صليبي، واستفادت البلاد في هذه المناسبة فقد روقب الصليبيون ولم يحدث لهم أي أذى وربح السكان كثيرا من تجارتهم مع الضيف الألماني. وفي سنواته الأخيرة ساعد بيلا الإمبراطور البيزنطي إسحاق الثاني أنجلوس ضد البلغاريين.

## ذريته وآثاره
أنجبت زوجته الأولى منه ابنان هما إمري وأندراس. عند وفاتها تزوج مارغريت الفرنسية شقيقة الملك فيليب أوغست، اعتبر بيلا سياسياً عظيماً وكان بلاطه يعد أحد أكثر بلاطات أوروبا روعة، خلدت الشاعرة إد شيغليغيتي ذكراه في مسرحية بيلا الثالث، لكت لا توجد دراسة تاريخية عنه، على أنه يوجد سجل ممتاز عن عهده في كتاب أغناتش أتشادي عن تاريخ العالم المجري (بودابست، 1903).